# Блошка крестоцветная
Блошка крестоцветная (лат. Phyllotreta cruciferae) — вид земляных блошек из подсемейства козявок (Galerucinae) семейства жуков-листоедов (Chrysomelidae). Является сельскохозяйственным вредителем — пожирает листья капусты, рапса, турнепса, редиса и других растений семейства крестоцветных.
Встречается в Европе, на Кавказе, в средиземноморском регионе и в Турции, в Центральной Азии. И личинки и имаго этого вида питаются листьями растений семейства Капустные (Brassicaceae), например редьки (Raphanus) или горчицы (Sinapis).